# Kebogadung
Kebogadung is een bestuurslaag in het regentschap Brebes van de provincie Midden-Java, Indonesië. Kebogadung telt 4128 inwoners (volkstelling 2010).